# Guadalupe Victoria, Chapultenango
Guadalupe Victoria är en ort i Mexiko.   Den ligger i kommunen Chapultenango och delstaten Chiapas, i den sydöstra delen av landet, 700 km öster om huvudstaden Mexico City. Guadalupe Victoria ligger 500 meter över havet och antalet invånare är 554.
Terrängen runt Guadalupe Victoria är huvudsakligen kuperad, men söderut är den bergig. Runt Guadalupe Victoria är det ganska tätbefolkat, med 80 invånare per kvadratkilometer. Närmaste större samhälle är Ocotepec, 10,7 km söder om Guadalupe Victoria. I omgivningarna runt Guadalupe Victoria växer i huvudsak städsegrön lövskog.